# Sally Yeh
Sally Yeh Chien-wen (en chino: 葉蒨文; Taipéi, 30 de septiembre de 1961) es una cantante y actriz taiwanesa.

## Trayectoria

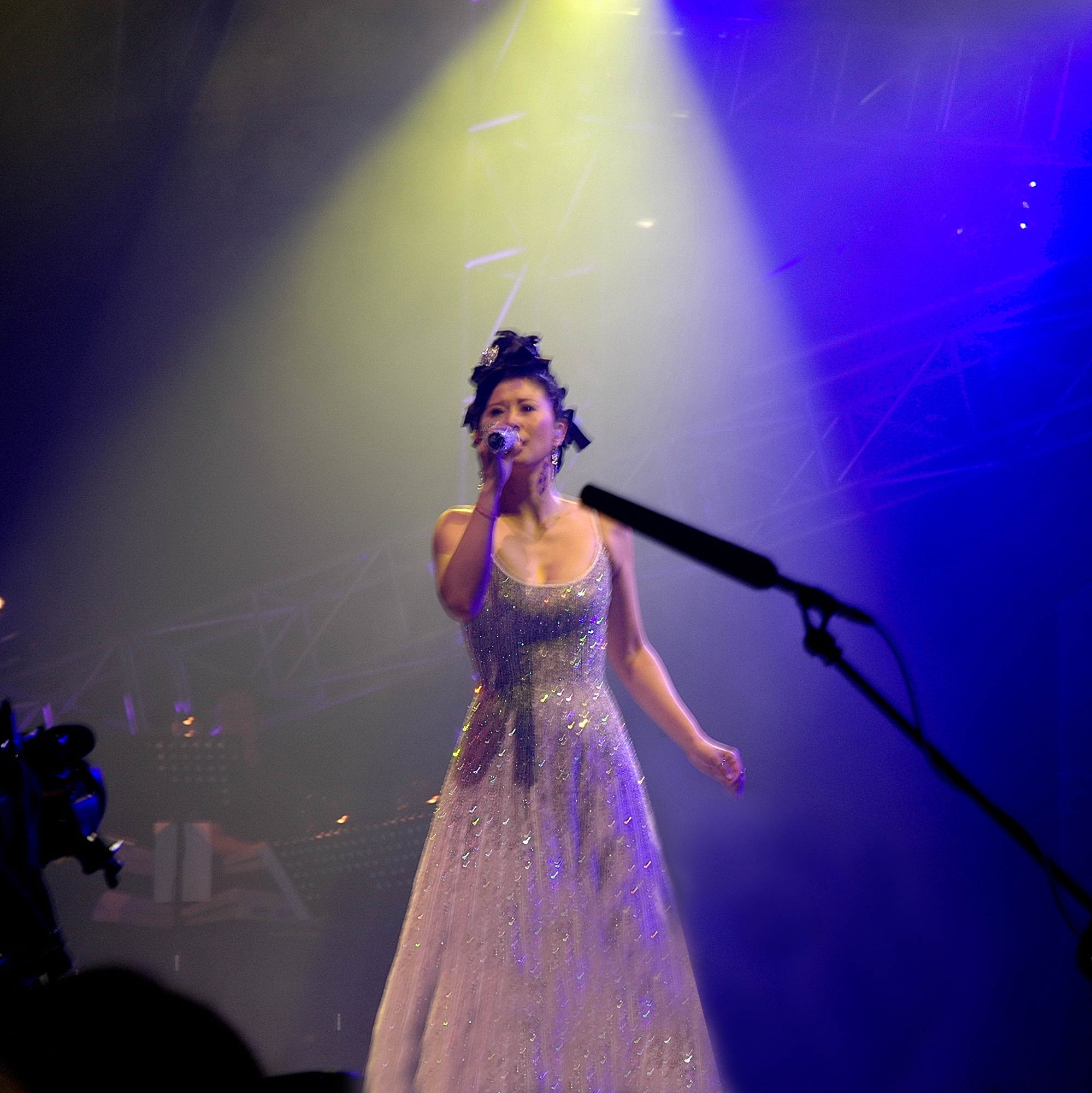
Sally Yeh en 2015.

Yeh posee la ciudadanía canadiense. Nacida en Taipéi, Taiwán, emigró a Canadá a su corta edad junto con su familia, ella se crio en Victoria, Columbia Británica. Su familia es originaria de la República Popular China, de la provincia de Cantón. 
Su carrera como cantante comenzó a principios de la década de los años 1980 y ha convertido en una de las más famosas cantantes, con un total de treinta discos vendidos, además de cuarenta compilaciones y grabaciones en vivo. Yeh habla el chino cantonés, mandarín e inglés. Su voz en el género jazz, le ha permitido manejar una amplia gama de géneros musicales. Sally Yeh, a través de los años, ha cubierto una serie de temas musicales  occidentales, que van desde los estilos de famosas cantantes como Madonna a Céline Dion. 
Debido a su voz única, ella ha recibido una serie de premios durante su carrera. En la década de los años 1980 y 1990, su popularidad en Hong Kong, fue igualada por Anita Mui y Priscilla Chan. También ha colaborado en varias bandas sonoras (sobre todo en películas dirigidas por Tsui Hark), incluyendo también Lai Ming But Yiu Loi, basada en una historia popular china de fantasmas (1987). Recibió en cuatro ocasiones en los años 1990, 1991, 1992, 1993, el reconocimiento de mejor cantante popular de Hong Kong como el de "Jade Solid Gold Top Ten Awards", una de los reconocimientos y premios más prestigiosos de Hong Kong.

## Filmografía
- 一根火柴
- Marianna 賓妹 (a.k.a. 你要活著回去) (1982)
- Crimson Street 殺人愛情街 (1982)
- A Flower in the Storm (a.k.a. Falling in the Rain Flowers) 飄零雨中花 (1983)
- A Certain Romance 少女日記 (1984)
- Funny Face 醜小鴨 (1984)
- Golden Queen Commando (a.k.a. Amazon Commando/Jackie Chan's Crime Force/Sexy Commando) 紅粉兵團 (1984)
- Pink Force Commando (Sequel) 紅粉游俠 (a.k.a. 烈血長天) (1984)
- Shanghai Blues 上海之夜 (1984)
- The Occupant (a.k.a. The Tenant) 靈氣迫人 (1984)
- Teppanyaki 鐵板燒 (1984)
- Mob Busters 惡漢笑擊隊 (a.k.a.情報販子) (1985)
- Seven Foxes X陷阱 (1985)
- Cupid One 愛神一號 (1985)
- Just For Fun 空心少爺 (1985)
- The Protector 威龍猛探 (1985) (Hong Kong version)
- Welcome 補鑊英雄 (1986)
- Aces Go Places 4 (a.k.a. Mad Mission IV/You Never Die Twice) 最佳拍擋IV之千里救差婆 (1986)
- Peking Opera Blues 刀馬旦 (1986)
- Vampire Strikes Back (1988)
- The Laser Man (1988)
- Diary of A Big Man 大丈夫日記 (1988)
- I Love Maria (a.k.a. RoboForce) 鐵甲無敵瑪利亞 (1988)
- Spirit vs. Zombie (1989)
- The Killer 喋血雙雄 (1989)
- The Banquet 豪門夜宴 (1991)
- Sisters of the World Unite 莎莎嘉嘉站起來 (1991)
- Love Under the Sun (2003)